# Air Koryo
Air Koryo Korean Airways o Air Koryo (en coreà: 조선민항) (McCuneReischauer: Chosŏn Minhang) és l'aerolínia oficial de Corea del Nord, la seva seu central es troba en la ciutat de Pyongyang. Realitza vols nacionals i internacionals a diferents punts d'Àsia, Àfrica i Europa. El seu principal aeroport és l'Aeroport Internacional de Sunan situat en un districte homònim al nord de la capital nord-coreana.

## Seu central
La seu central d'Air Koryo està en l'Aeroport de Pyongyang, però disposa d'oficines comercials a Beijing, Shenyang, Macau, Bangkok, Berlín, Moscou, Hong Kong, Singapur, Tòquio, Taipei, Khabàrovsk i Vladivostok.

## Història

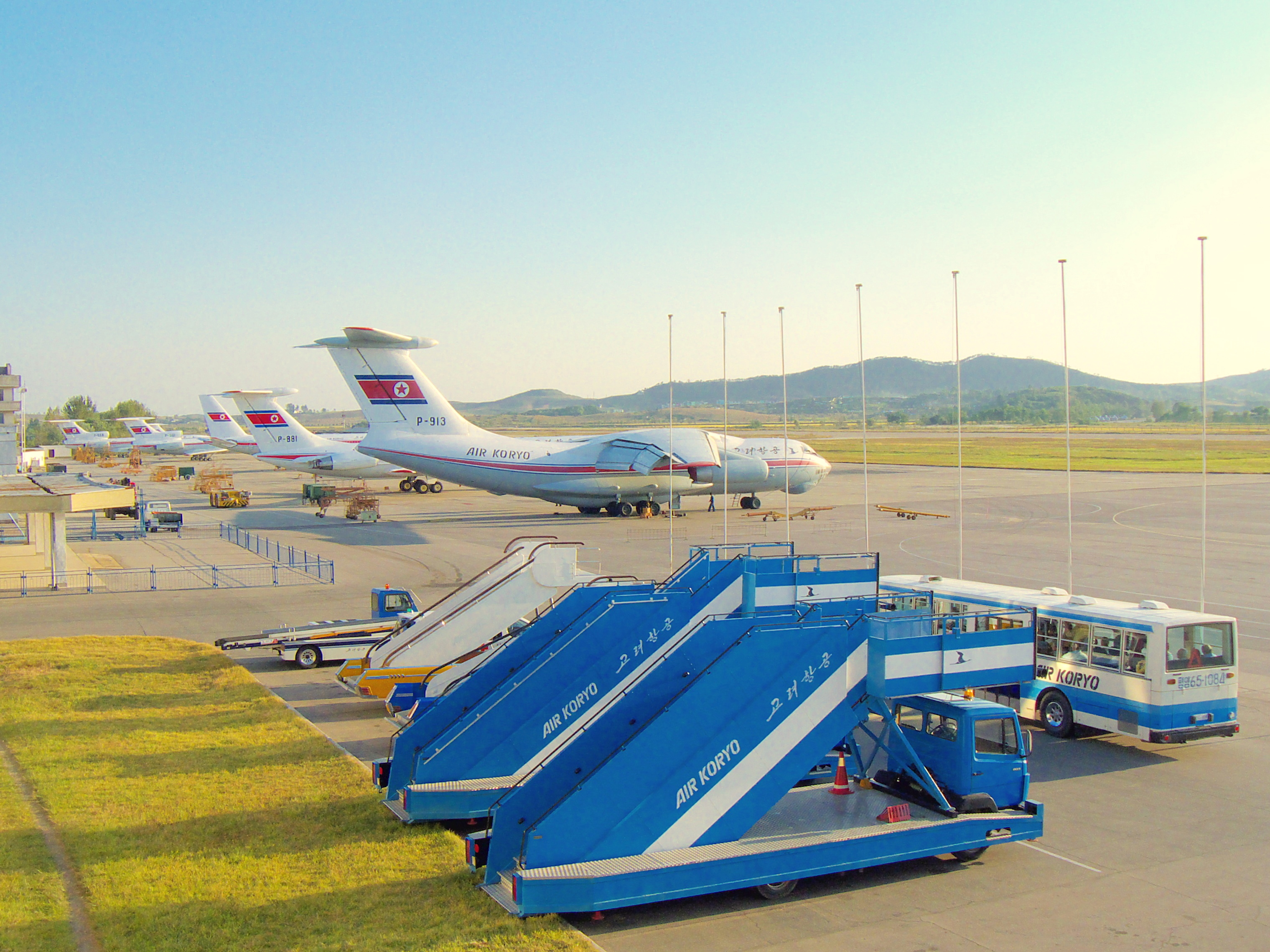
Avions de Air Koryo en l'Aeroport Internacional de Sunan, seu de l'aerolínia.

### Inici
La companyia va ser fundada el 1954 amb el nom de Chosŏn Minhang Korean Airways (CMKA) arran d'una aliança entre Corea del Nord i la Unió Soviètica. Els anys daurats de la companyia van ser des de la seva fundació fins a la caiguda del comunisme a principis de la dècada de 1990. En aquesta època l'aerolínia realitzava molts més vols que en l'actualitat, sobretot a la Xina i a la Unió Soviètica, però també aleshores volava als països d'Europa de l'Est (països comunistes en aquella època) amb la caiguda del comunisme tots aquests vols es van aturar.

### Anys 50
Air Koryo va ser fundada el 1954, però no va estar operativa fins al 21 de setembre de 1955, en aquesta data es va realitzar el primer vol. La companyia aleshores era coneguda com a Civil Aviation Administration of Korea (CAAK) i va ser la substituta de la SOKAO, una aerolínia sorgida d'una aliança entre la Unió Soviètica i Corea del Nord el 1950. L'aerolínia va realitzar els seus primers vols amb aeronaus soviètiques, com els Lisunov Li-2, Antonov An-2, Ilyushin Il-12 i Ilyushin Il-14.

### Anys 60 i 70
L'aeronau Ilyushin Il-18 propulsada amb quatre motors de turbohèlice va ser afegida a la flota en els anys 60. L'operació Jet es va iniciar el 1975, consistia en una sèrie de vols que unien Corea del Nord amb diverses potències comunistes europees de l'època. Les primeres rutes que es van fixar van ser entre Piongyang i Praga, Berlín Oriental i Moscou.
No obstant això, quan es van començar a realitzar aquests trajectes es va descobrir que el Tu-154, el model d'avió predominant en la flota de la companyia per aquella època, no estava prou preparat com per realitzar vols directes fins a Europa, per això era necessari fer escala en les ciutats soviètiques de Irkutsk i Novosibirsk. Juntament amb el Tu-154, el Tu-134 i el An-24 van ser usades aquestes aeronaus per realitzar aquells trajectes.

### Anys 80 i 90
El 1982 van ser adquirits diversos avions Tupolev Tu-154 i un Ilyushin Il-62, que van permetre realitzar vols des de Piongyang fins a Moscou sense la necessitat de fer escala en altres aeroports. Malgrat que aquesta operació es va mantenir durant diversos anys, finalment mai es van arribar a crear les rutes Piongyang-Sofia i Piongyang-Belgrad com estava previst.
El final de la Guerra Freda i el col·lapse del comunisme a principis de la dècada de 1990 a Europa va provocar una gran reducció en el nombre de rutes de la companyia. Amb la desaparició de la Unió Soviètica la companyia va passar a ser 100% nord-coreana, per la qual cosa el 1993 la CAAK va ser rebatejada com Air Koryo. Aquest mateix any van ser adquirits tres avions Ilyushin Il-76 per al transport de mercaderies a la Xina i Rússia. Recentment les aeronaus més antigues van ser substituïdes per dos nous Tu-204.

### Accidents
- L'1 de juliol de 1983, un Ilyushin 62M de matrícula P-889, en un vol xàrter des de l'Aeroport Internacional de Sunan (Pionyang, Corea del Nord) a l'Aeroport Internacional de Gbesssia (Conakri, Guinea) es va estavellar a les Muntanyes Fouta Djall a Guinea. Les 23 persones a bord van morir i l'avió va quedar destruït.
- El 15 d'agost de 2006 un Tupolev 154B-2 de matrícula P-561, en un vol internacional que sortia de Pequín amb destinació a Pionyang es va sortir de la pista durant l'aterratge a causa de les condicions meteorològiques adverses en l'Aeroport Internacional de Sunan. No va haver ferits, i els danys que es van produir en l'avió van ser mínims.

### Prohibició en la Unió Europea
Air Koryo es troba en la llista negra de companyies aèries de la Unió Europea des de juliol de 2006. En 2009, Air Koryo va poder volar de nou en la Unió Europea amb els seus Tu-204. S'espera que reprengui els seus vols entre Pionyang i Berlín.
L'aerolínia tenia prohibit operar a Europa des de juliol de 2006 pels motius següents:
- Durant les inspeccions rutinàries realitzades en aeroports de França i Alemanya es van trobar grans deficiències en la seguretat dels avions.
- En inspeccions posteriors Air Koryo seguia sense arreglar els problemes de seguretat aèria establerts al programa SAFA (DGAC/F-2000-895).
- La companyia va argumentar que aquestes deficiències no havien estat solucionades per falta de mitjans.
- Aviació civil de França va sol·licitar a l'aerolínia que presentés un pla amb les millores realitzades en els avions que feien trajecte en aeroports d'aquest país. Les autoritats franceses van considerar que les incidències no havien estat totalment solucionades.
- La companyia no va fer res, malgrat que havia de complir les normes del Conveni de Chicago. En 2009
- A causa dels criteris comuns de la Comissió Europea, la flota de l'aerolínia té prohibit operar a l'espai aeri dels països membres de la Unió Europea.[1][2]

En març de 2010, la UE va treure a dues de les seves aeronaus de la llista negra, aquests avions són dos Tu-204. Air Koryo te previst establir de nou els vols entre Pyongyang i Berlín.

## Destinacions

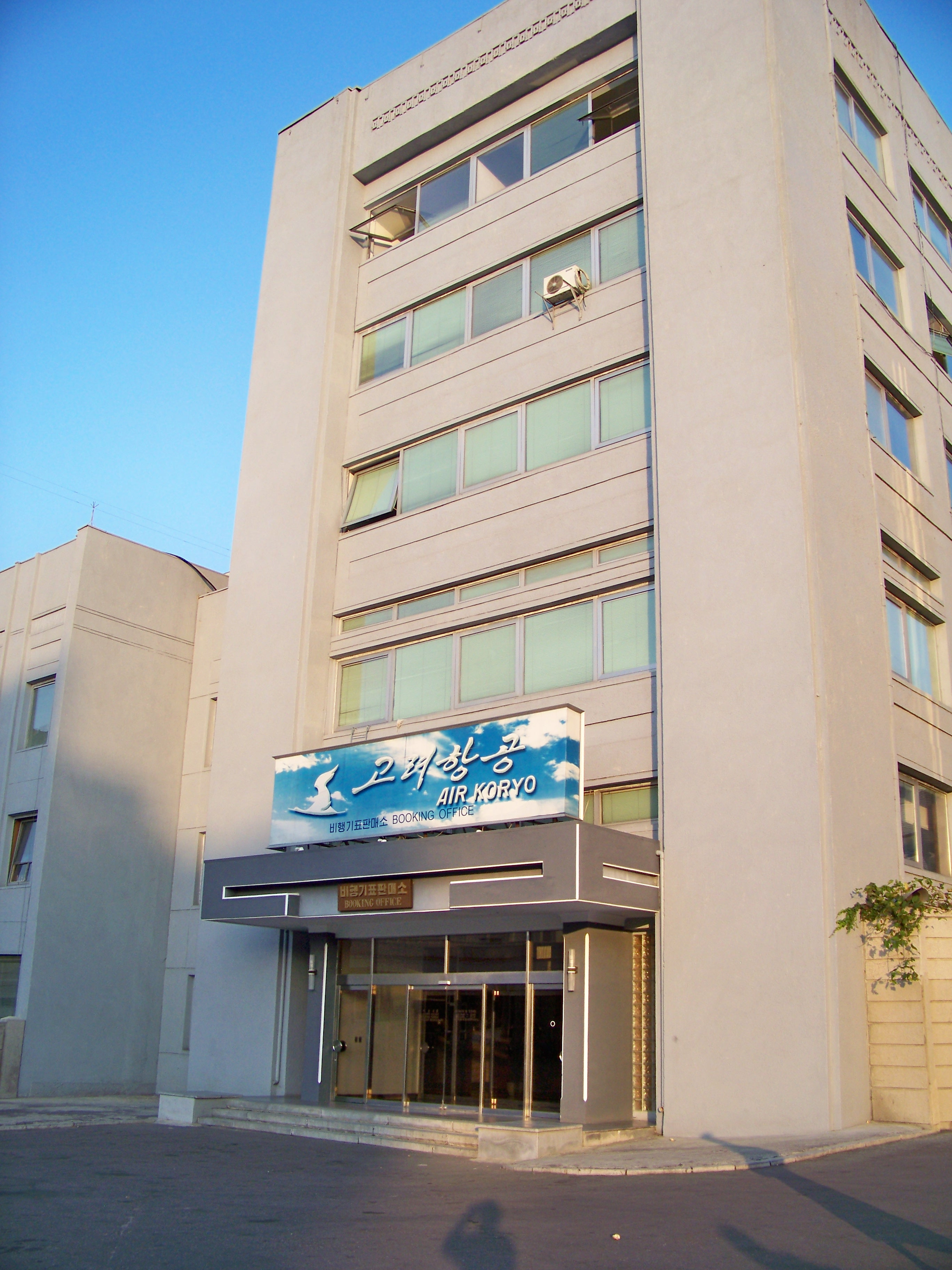
Oficines dAir Koryo a Pyongyang.

### Vols xàrter
En el calendari de vols xàrter 1999-2000, les destinacions més comunes són Shenzhen (JS137/138) i Macau (JS187/188), no obstant això, també es van realitzar trajectes per a diplomàtics del govern a Moscou (JS215/216), Sofia (JS217/218), Zúric, Praga, Viena, Budapest, Amsterdam, Nova York, Seül (JS815/816 i 817/818), Busan, Yangyang (JS801/802) i algunes ciutats asiàtiques. Air Koryo compta amb 15 destinacions en 4 països d'Àsia.
Entre els anys 2000 i 2002 es van realitzar diversos vols de Piongyang a Seül. En aquests avions viatjaven diplomàtics nord-coreans que viatjaven a Corea del Sud per establir relacions.
Air Koryo també realitza vols xàrter a Shenyang i a Pequín durant l'Any nou xinès amb el Tu-154 i el Tu-134. La companyia també ha creat dues noves rutes a Vladivostok i Shenyang amb el Il-62 i el Tu-204.

### Vols nacionals
Air Koryo és l'única companyia aèria de Corea del Nord, per la qual cosa és la responsable de tots els vols amb origen i destinació en el territori nacional. L'escassetat de combustible que actualment afecta el país dificulta establir una regularitat en els vols nacionals. No obstant això, la companyia ofereix vols setmanals per als turistes de Pyongyang a Samjiyon per a visites a la Muntanya Baekdu, així com vols ocasionals a ciutats com Chongjin, Kilju, Hamhung, Kaesong, Kanggye, Sinuiju i Wonsan.

## Flota

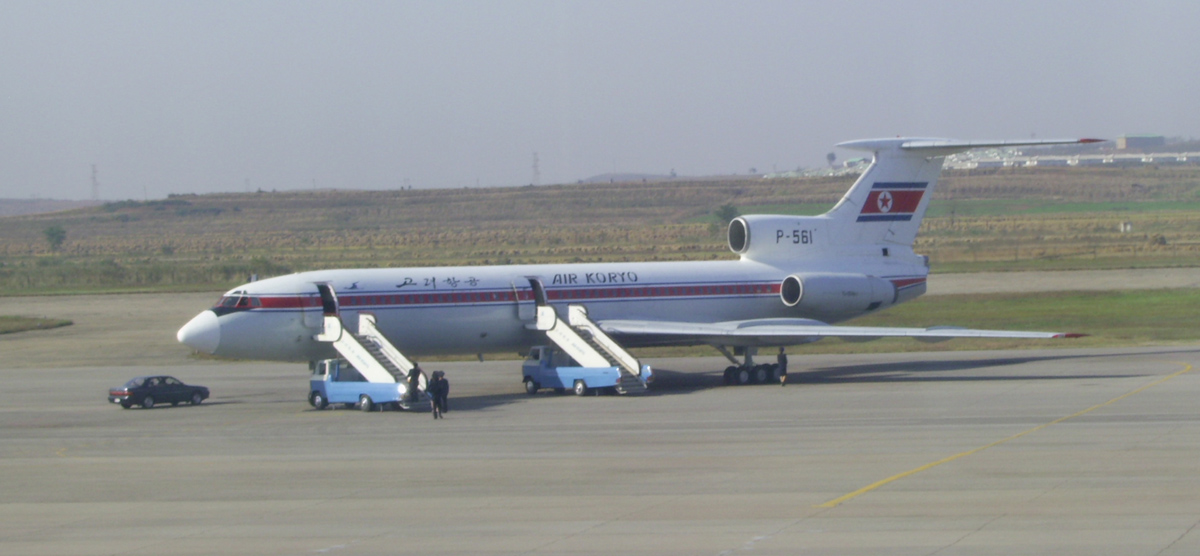
Un Tupolev Tu-154 d'Air Koryo.

La flota d'Air Koryo està formada per un total de 39 aeronaus, de les quals 5 són avions de càrrega. Gran part de la flota són antics models soviètics, per la qual cosa se li va prohibir operar en la Unió Europea.
Durant 2007 van ser adquirits dos nous models destinats a realitzar el trajecte Pequín- Pyonyang i està en estudi l'adquisició d'un altre per a una nova ruta a Orient Mitjà.

### Modernització

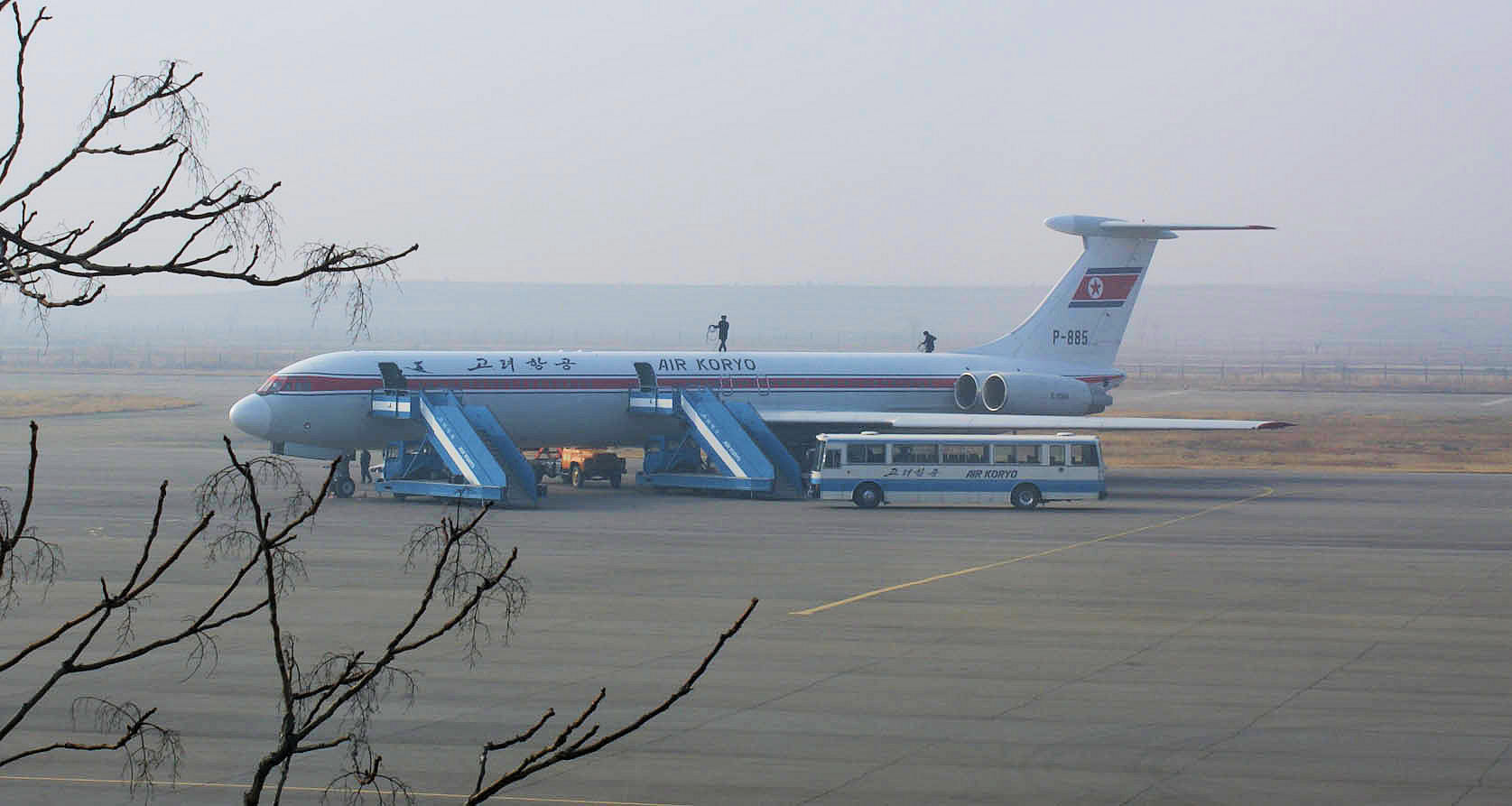
Ilyushin Il-62 en l'Aeroport Internacional de Sunan.

Encara que companyia solament va obtenir un estel en el rànquing skytrax, està substituint la seva envellida flota d'avions de l'era soviètica. Les noves màquines serien de fabricació russa, perquè les sancions dels Estats Units i la Unió Europea no permeten que el país adquireixi cap de les noves naus en qualsevol dels dos llocs.
L'aerolínia està interessada en adquirir el Ilyushin Il-96, i diversos Sukhoi Superjet 100 per substituir als ja desfasats Tupolev Tu-154 i Tu-134, que han estat recentment venuts a companyies aèries de l'Iran, Síria i Zimbabue. La companyia ja compta amb un Tupolev Tu-204 (matricula P-632), el qual és capaç de volar de Pyonyang a Moscou sense necessitat d'escales.
Per modernitzar-se, la companyia ha instal·lat pantalles LCD en els Tupolev Tu-204 per mostrar videos de seguretat en l'avió i reproduir pel·lícules pels passatgers durant els vols. Air Koryo també han comprat nous autobusos de pis baix per connectar les terminals dels aeroports amb els estacionaments on es troben els avions.

### Tupolev Tu-204
El primer Tupolev Tu-204 d'Air Koryo va ser lliurat a l'companyia aèria el 27 de desembre de 2007 i el primer trajecte realitzat va ser de Uliànovsk a Pionyang. L'aeronau compta amb 8 seients de primera classe i els restants 145 seients són de classe turista. Aquest és el primer Tupolev Tu-204 en ser exportat de Rússia i Air Koryo té la intenció comprar un altre avió. Els dos avions han tingut llicència per tornar a volar en la Unió Europea. Aquesta aeronau realitza la ruta Pequín-Piongyang. El seu primer vol es va fer el 8 de maig de 2008. La companyia vol adquirir un altre avió per unir la capital nord-coreana amb la ciutat iraniana de Teheran.

### Aeronaus
| Fabricant | Model      | Unitats | Fotografia |
| --------- | ---------- | ------- | ---------- |
| Antonov   | An-24      | 3       |            |
| Antonov   | An-148     | 2       |            |
| Ilyushin  | Il-18      | 1       |            |
| Ilyushin  | Il-62      | 1       |            |
| Ilyushin  | Il-76      | 3       |            |
| Tupolev   | Tu-134B    | 2       |            |
| Tupolev   | Tu-154B    | 1       |            |
| Tupolev   | Tu-204-100 | 1       |            |
| Tupolev   | Tu-204-300 | 1       |            |